# Жаби (Мазовецьке воєводство)
Жаби (пол. Żaby) — село в Польщі, у гміні Баранув Ґродзиського повіту Мазовецького воєводства.
Населення — 246 осіб (2011).
У 1975-1998 роках село належало до Скерневицького воєводства.

## Демографія
Демографічна структура станом на 31 березня 2011 року:
|          | Загалом | Допрацездатний вік | Працездатний вік | Постпрацездатний вік |
| -------- | ------- | ------------------ | ---------------- | -------------------- |
| Чоловіки | 124     | 22                 | 87               | 15                   |
| Жінки    | 122     | 24                 | 71               | 27                   |
| Разом    | 246     | 46                 | 158              | 42                   |